# Stella avvelenata
Stella avvelenata (2003) è un romanzo di Sebastiano Vassalli.

## Trama
L'autore, con un classico espediente narrativo, finge il ritrovamento di un antico manoscritto in cui è narrata la storia di Leonardo Sacco, un giovane chierico che, nel 1441, dal suo paese, Casale Monferrato, parte in peregrinatio academica alla volta di Parigi, dove avrebbe voluto frequentare l'Università. Il viaggio, però, si rivela molto pericoloso: le strade, infatti, erano insicure e piene di briganti. Proprio in seguito all'incontro con un ladro che lo deruberà di ogni suo avere, il chierico Leonardo si unisce alla setta di eretici del "Libero Spirito", giungendo insieme a loro fino al porto francese de La Rochelle. Qui scopre il segreto utopico dei suoi compagni di viaggio: hanno intenzione di attraversare l'Oceano per giungere dall'altra parte del mondo, nella mitica Atlantide, dove poter vivere liberi e felici e non perseguitati dall'Inquisizione. Leonardo allora decide di partire insieme a loro e viene incaricato di tenere il diario di bordo. Il viaggio della Stella Maris, la loro nave, comandata dal capitano Cat, l'unico ad essere già stato in gioventù nella leggendaria isola di Atlantide, è estremamente travagliato. Molti partecipanti muoiono, ma alla fine la Stella Maris riesce ad arrivare alla terra che oggi noi chiamiamo America. Ben presto avvengono i primi contatti con i nativi, che Leonardo chiama protouomini; con loro grande stupore si accorgono che queste persone non sono diverse da quelle del resto del mondo: anche loro sono violente e opportuniste. Non esiste una stella che non sia in qualche modo avvelenata. Dopo numerose peripezie e gravi perdite umane, un piccolo manipolo di uomini, tra cui Leonardo, riesce a prendere la via del ritorno, per rientrare con gioia nella civile Europa.

## Edizioni
- Stella avvelenata, Collana Supercoralli, Torino, Einaudi, 2003, ISBN 978-88-061-6277-1. - Collana Einaudi Tascabili, Einaudi, 2004-2007.